# Tabach (Brettach)
Der Tabach ist ein etwa drei Kilometer langer Bach im Gebiet der Gemeinde Langenbrettach im Landkreis Heilbronn im nördlichen Baden-Württemberg, der nach nordöstlichem Lauf unterhalb des Dorfes Langenbeutingen der Gemeinde von links in die untere Brettach mündet.

## Geographie

### Verlauf
Der Tabach entsteht etwa 3,7 km südwestlich der Ortsmitte von Langenbeutingen im Wald unter dem Grünen Häusle auf der Hochfläche der Sulmer Bergebene auf 275 m ü. NHN am Gewann Hahnensteigle in einer Klinge. Der Bach fließt von Anfang an und fast bis zur Mündung nordostwärts. Auf seinem Waldlauf in kleinen Mäandern wird er nach etwa 300 Metern und auf etwa 235 m ü. NHN von einer ins Tal hereinziehenden Waldwegserpentine gequert, noch einmal soviel weiter fließt der dort zuletzt etwa ein Meter breite Bach mit recht beständigem Durchfluss über sandiger bis lehmiger Sohle auf etwa 220 m ü. NHN in einen etwa 0,4 ha großen angestauten See ein, über dessen Damm ein weiterer Waldweg quert.
Am Ausfluss aus dem See verlässt der Bach den Wald in eine schmale, waldgesäumte Aue mit immer wieder Nasswiesen am Ufer hinaus, in der ihn nach etwa 200 Meter von rechts ein kurzer Wiesengraben und gleich danach von links der noch kürzere Abfluss des Jägerbrunnens zuläuft. Hiernach zieht der Tabach, von einer Galerie von Bäumen begleitet in nunmehr leichten und langen Schlangenlinien weiter. Von links mündet ins Tal eine ähnlich lange Nebenmulde zu, die aber fast immer allenfalls weit oben an ihrem Klingenanfang Wasser führt.
Ab dem Zufluss des ersten längeren Bachs von rechts auf etwa 200 m ü. NHN ist der nun flachere linken Hang waldfrei und von Äckern bedeckt, auch rechts liegt nun ein kleines Ackergewann an, nach dem der Bach an einem weiteren größeren Hangzufluss von rechts wieder für etwa 700 Meter rechts an den Waldfuß des Unteren Waldes tritt. Danach wendet sich der Bach aus seiner Wiesenmulde nach links ins Brettachtal. auf den letzten paar Dutzend Metern knickt der Bach in die Grundrichtung des Flusses nach Westen und mündet dann auf etwa 181 m ü. NHN von links in die untere Brettach, die dort, etwa 400 Meter westlich des unteren Ortsrandes von Langenbeutingen sehr flach in kleinteiligen Wiesenmäandern fließt.
Der Tabach mündet nach 3,2 km langem Lauf mit mittlerem Sohlgefälle von etwa 30 ‰ rund 94 Höhenmeter unterhalb seines Klingenursprungs.

### Einzugsgebiet
Der Tabach hat ein 4,3 km² großes Einzugsgebiet, das naturräumlich in zwei Teile zerfällt. Die südwestliche Hälfte gehört dem Unterraum  Sulmer Bergebene der Löwensteiner Berge in den Schwäbisch-Fränkischen Waldberge an, die mündungsnahe nordöstliche dem Unterraum Kocherplatten und Krumme Ebene der Hohenloher und Haller Ebene. Der höchste Punkt im Birkenschlag auf der südlichen Wasserscheide erreicht etwa 339 m ü. NHN. Auf etwa zwei Dritteln des Einzugsgebietes steht Wald, vor allem im Süden, aber an rechten Talhang sogar bis nahe an der Mündung. Der offene Gebietsanteil steht überwiegend unterm Pflug. Im gewässerfernen westlichen Einzugsgebiet gibt es am Waldsaum einige Obstwiesen und am diesseitigen südostexponierten Hang des Hornbergs wird sogar etwas Weinbau betrieben. Besiedlung gibt es nirgends. Der überwiegende Teil des Gebietes liegt auf der Brettacher, der östliche Teil auf der Langenbeutinger Teilgemarkung der Gemeinde Langenbrettach.
Reihum grenzen die Einzugsgebiete der folgenden Nachbargewässer an:
- Im Nordwesten läuft der Hagenbach zum Sulzbach, dem nächsten linken Zufluss der Brettach von einiger Bedeutung;
- im Norden gibt es nur kurze Zuflüsse zu dieser;
- im Osten sammelt der nächsthöhere Brettach-Zufluss Binsachbach, größtenteils über seinen Zufluss Binsach, den Abfluss zur anderen Seite;
- im Südosten grenzt kurz das Einzugsgebiet des Schmalbachs an, dessen Wasser über den Schwabbach viel weiter oben die Brettach erreicht;
- im Süden fließt das Siebeneicher Bächle, der linke Oberlauf des Schwabbachs;
- jenseits der südwestlichen und westlichen Wasserscheide läuft das Wasser zum schon erwähnten Sulzbach.

### Zuflüsse und Seen
Liste der Zuflüsse und  Seen von der Quelle zur Mündung. Gewässerlänge, Seefläche, Einzugsgebiet und Höhe nach den entsprechenden Layern auf der Onlinekarte der LUBW. Andere Quellen für die Angaben sind vermerkt.
Quelle des Tabachs auf etwa 275 m ü. NHN am Waldgewann Hahnensteigle unter dem Grünen Häusle etwa 3,7 km südwestlich der Ortsmitte von Langenbeutingen.
- Durchfließt auf etwa 220 m ü. NHN einen Stauteich am Waldrand kurz vor dem Beginn der Flurbucht am Lauf, 0,4 ha.
- (Zufluss), von rechts und Südwesten auf etwa 213 m ü. NHN in der beginnenden Flurbucht, über 0,1 km[LUBW 8] und unter 0,1 km². Entsteht am südlichen Flurrand.
- (Abfluss des Jägerbrunnens), von links auf etwa 211 m ü. NHN kurz nach dem vorigen, wenige Dutzend Meter lang. Entsteht am linken Waldrand.
- (Waldbach), von rechts und Südsüdosten auf etwa 200 m ü. NHN am Waldrand zum Flurgewann Hart, 0,9 km und unter 0,5 km². Entsteht auf etwa 275 m ü. NHN im Waldgewann Steinbruch.
- (Feldgraben), von links und Nordwesten auf etwa 195 m ü. NHN gegenüber dem Gewann Hart, ca. 0,3 km[LUBW 8] und unter 0,4 km². Entsteht auf etwa 201 m ü. NHN am Siebeneicher Weg. Unbeständig.
- (Bach aus dem Unteren Wald), von rechts und Südosten auf etwa 193 m ü. NHN am Rand des Harts zum Unteren Wald, über 0,4 km[LUBW 8] und ca. 0,5 km². Entsteht im Unteren Wald, der längere Ast auf etwa 211 m ü. NHN.

Mündung des Tabachs von links und Südwesten auf etwa 181 m ü. NHN etwa 0,4 km westlich des Ortsrandes von Langenbrettach-Langenbeutingen in die untere Brettach. Der Bach ist 3,2 km lang und hat ein 4,3 km² großes Einzugsgebiet.

## Geologie
Höchste mesozoische Schicht im Einzugsgebiet ist der Schilfsandstein (Stuttgart-Formation), der die recht flachen Anteile an der Sulmer Bergebene im Süden bedeckt. Am Hang darunter, wo auch der Bach entsteht, setzt dann der Gipskeuper (Grabfeld-Formation) ein, der auf dem größten Teil des Einzugsgebietes im Untergrund liegt. Erst etwa einen halben Kilometer vor der Mündung hat sich der Tabach dann bis in den Lettenkeuper (Erfurt-Formation) eingegraben, in dessen Schichthöhe er auch mündet.
Geologisch viel jüngere quartäre Schichten überdecken auf weiten Gebieten diese älteren. So liegt auf der Bergebene eine Insel aus Lösssediment, das auch zusammen mit lösshaltigen Fließerden einen Großteil des nördlicheren Vorlandes überlagert. Von der Hochebenenkante bis fast ans rechten Ufer des Oberlaufs ist auf großer Fläche der Hang abgerutscht, ähnlich und kleinflächiger auch am Hornberg. Ein Schwemmlandband liegt nicht nur um den Tabach, sondern auch um die Zuflüsse. Der Tabach mündet in der weiten Auenlehmzone um die in seinem Zuflussbereich stark mäandrierende Brettach.
Ein Hohlweg vor dem Sporn des Hornbergs schließt einen Teil des Gipskeupers auf und ist als Geotop ausgewiesen.

## Natur und Schutzgebiete
Der Jägerbrunnen mitsamt der Nasswiese um den Ablauf ist als Naturdenkmal ausgewiesen. Die letzten etwa 300 Meter seines Weges läuft der Tabach im Landschaftsschutzgebiet Brettachtal. Dort ist auch ein Wasserschutzgebiet fachlich abgegrenzt.

### LUBW
Amtliche Online-Gewässerkarte mit passendem Ausschnitt und den hier benutzten Layern: Lauf und Einzugsgebiet des Tabachs

Allgemeiner Einstieg ohne Voreinstellungen und Layer: Daten- und Kartendienst der Landesanstalt für Umwelt Baden-Württemberg (LUBW) (Hinweise)
1. 1 2 3  Höhe nach dem Höhenlinienbild auf dem Hintergrundlayer Topographische Karte.
2. 1 2  Höhe nach grauer Beschriftung auf dem Hintergrundlayer Topographische Karte.
3. 1 2  Länge nach dem Layer Gewässernetz (AWGN).
4. 1 2  Einzugsgebiet nach dem Layer Basiseinzugsgebiet (AWGN).
5. ↑  Natur teilweise nach dem Layer Geschützte Biotope.
6. ↑  Seefläche nach dem Layer Stehende Gewässer.
7. ↑  Einzugsgebiet abgemessen auf dem Hintergrundlayer Topographische Karte.
8. 1 2 3 4  Länge abgemessen auf dem Hintergrundlayer Topographische Karte.
9. ↑  Schutzgebiete nach den einschlägigen Layern.

### Andere Belege
1. ↑  Wolf-Dieter Sick: Geographische Landesaufnahme: Die naturräumlichen Einheiten auf Blatt 162 Rothenburg o. d. Tauber. Bundesanstalt für Landeskunde, Bad Godesberg 1962. → Online-Karte (PDF; 4,7 MB)
2. ↑  Geologie nach den Layern zu Geologische Karte 1:50.000 auf: Mapserver des Landesamtes für Geologie, Rohstoffe und Bergbau (LGRB) (Hinweise). Ein ähnliches Bild bietet die geologische Karte des Naturparks Schwäbisch-Fränkischer Wald 1:50.000, herausgegeben vom Landesamt für Geologie, Rohstoffe und Bergbau Baden-Württemberg, Freiburg i. Br. 2001.
3. ↑  Geotopsteckbrief des Hohlwegs vor dem Hornbergsporn (PDF, 327 kByte). Abgefragt am 2. August 2022.